# Clemmys
Clemmys – rodzaj żółwi z podrodziny Emydinae w obrębie rodziny żółwi błotnych (Emydidae).

## Rozmieszczenie geograficzne
Rodzaj obejmuje jeden żyjący współcześnie gatunek występujący w Ameryce Północnej (Kanada i Stany Zjednoczone). 

## Systematyka
Rodzaj zdefiniował w 1828 roku niemiecki przyrodnik, lekarz, zoolog i botanik Ferdinand von Ritgen w artykule poświęconym próbnej klasyfikacji gadów i płazów opublikowanym w czasopiśmie Nova Acta Physico-medica Academiae Caesareae Leopoldino-Carolinae Naturae Curiosorum. Gatunkiem typowym jest (późniejsze oznaczenie) żółw cętkowany (C. guttata). 

### Etymologia
- Clemmys: gr. κλεμμυς klemmys ‘żółw’[8].
- Chelopus: gr. χελυς khelus ‘żółw rzeczny’[9]; πους pous, ποδος podos ‘stopa’[10]. Gatunek typowy (oznaczenie monotypowe): Testudo punctata Schoepff, 1792 (= Testudo guttata Schneider, 1792).
- Nanemys: gr. νανος nanos ‘karzeł’[11]; εμυς emus, εμυδος emudos ‘żółw wodny’[12]. Gatunek typowy (oznaczenie monotypowe): Testudo guttata Schneider, 1792.
- Melanemys: gr. μελας melas, μελανος melanos ‘czarny’[13]; εμυς emus, εμυδος emudos ‘żółw wodny’[12]. Gatunek typowy: Testudo guttata Schneider, 1792.

### Podział systematyczny
Do rodzaju należy jeden występujący współcześnie gatunek:
- Clemmys guttata (Schneider, 1792) – żółw cętkowany

Opisano również gatunek wymarły z wczesnego plejstocenu dzisiejszej Florydy:
- Clemmys hutchensorum Bourque, 2016